# جيمي موس
جيمي موس (بالإنجليزية: Jamie Moss)‏ هو كاتب سيناريو أمريكي، (ولد في الولايات المتحدة 1900  م).

## وصلات خارجية
- جيمي موس على موقع IMDb (الإنجليزية)
- جيمي موس على موقع ألو سيني (الفرنسية)
- جيمي موس على موقع أول موفي (الإنجليزية)
- جيمي موس على موقع قاعدة بيانات الأفلام السويدية (السويدية)
- جيمي موس على موقع قاعدة بيانات الفيلم (الإنجليزية)
- جيمي موس على موقع كينوبويسك (الروسية)